# Heilige Dreifaltigkeit (Brandenburg an der Havel)

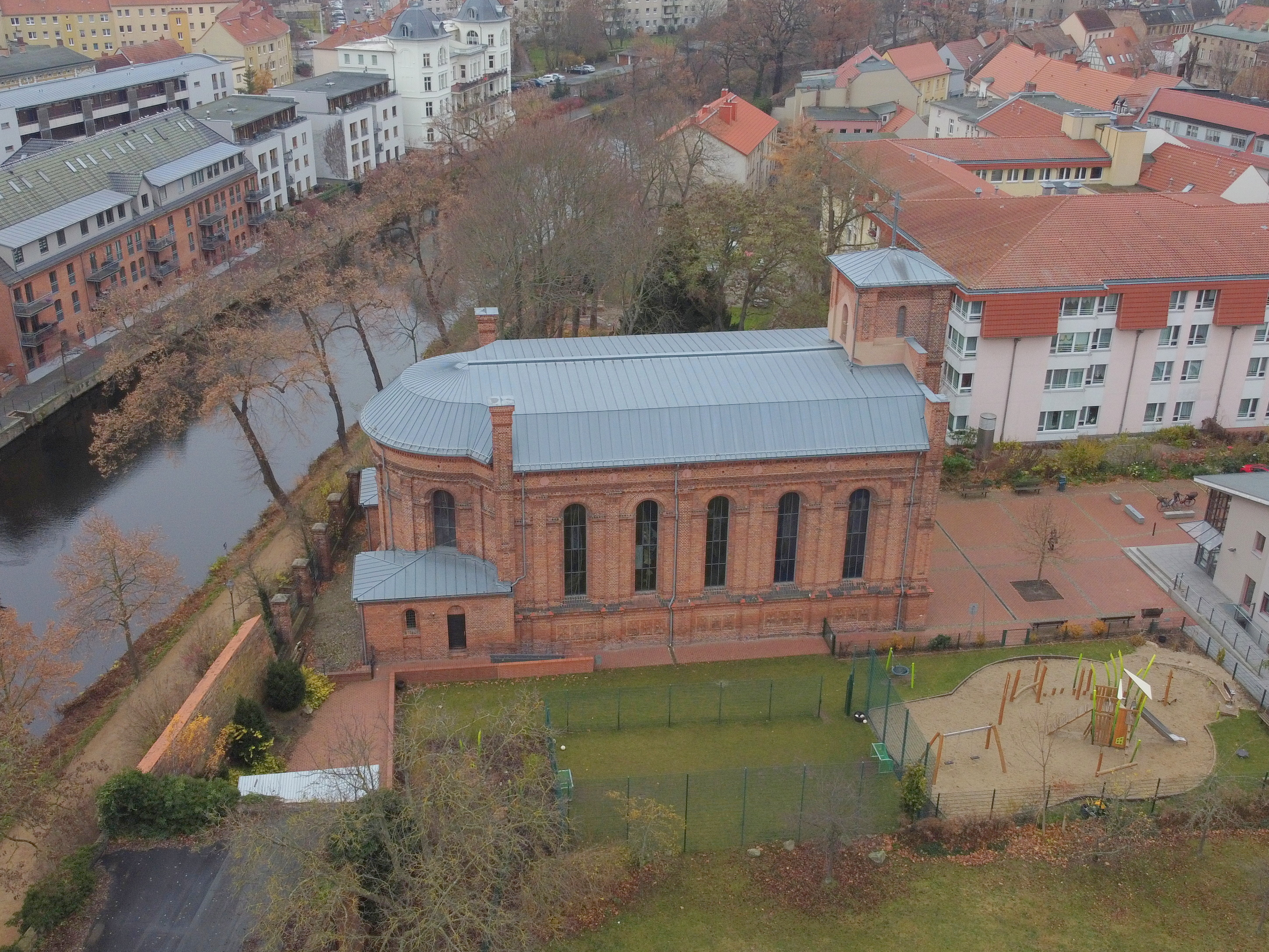
Heilige Dreifaltigkeit in Luftbild von Osten

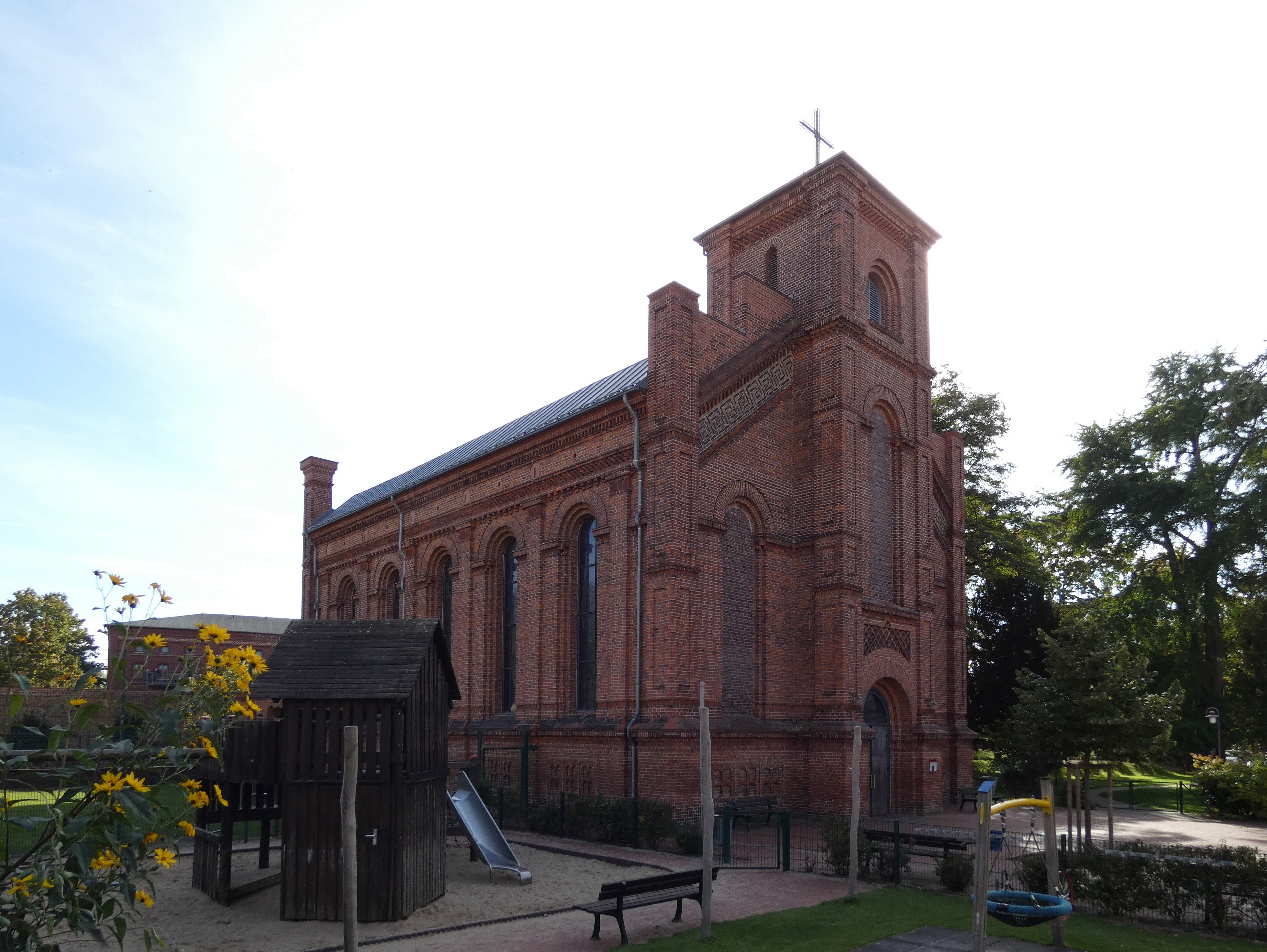
Heilige Dreifaltigkeit von Norden

Die römisch-katholische Kirche Heilige Dreifaltigkeit in Brandenburg an der Havel ist die Pfarrkirche der gleichnamigen Pfarrgemeinde. Sie liegt im mittelalterlichen Stadtkern der Neustadt in unmittelbarer Nähe zum ehemaligen Kloster St. Pauli.

## Bauwerk

### Geschichte
Kurfürst Joachim II. führte 1539 im Kurfürstentum Brandenburg die Reformation ein und säkularisierte 1560 den vorher kirchlichen Besitz. Im 17. Jahrhundert wurde die katholische Religionsausübung verboten, ein Gemeindeleben fand nicht mehr statt. Erst Friedrich Wilhelm I. ließ im 18. Jahrhundert wieder ein Praktizieren des katholischen Glaubens zu. Die neu entstandene Gemeinde in Brandenburg nutzte zunächst die Kirche Sankt Johannis in der Altstadt Brandenburg und ab 1810 die Sankt-Petri-Kapelle in Dom Brandenburg. Nachdem die Kapelle 1848 baupolizeilich geschlossen werden musste, wurde 1849 das Grundstück Neustädtische Heidestraße in Sichtweite zum Paulikloster von einem Doktor Schiebler erworben und der Gemeinde zur Verfügung gestellt. Mit Spenden wurde daraufhin der Bau der Kirche Heilige Dreifaltigkeit finanziert. Der Grundstein des neuen Kirchengebäudes wurde am 28. Oktober 1849 durch Wilhelm Emmanuel von Ketteler, der zu dieser Zeit Propst der St.-Hedwigskirche, der heutigen St.-Hedwigs-Kathedrale in Berlin war, gelegt. Am 12. August 1851 wurde der Neubau durch den Propst Leopold Pelldram eingeweiht.
Bereits 17 Jahre nach Fertigstellung der Kirche traten erste Schäden am Bauwerk auf, die für damals 2500 Taler repariert werden mussten. 1903 fand eine erste grundlegende Renovierung statt und drei Jahre später wurde in der Heiligen Dreifaltigkeit ein neuer Hochaltar geweiht. 1913 wurden schließlich die Fassade farblich neu gestaltet und die Fenster ersetzt. Eine abermalige grundlegende Renovierung des Kircheninneren fand im Jahr 1939 statt. Bei dieser Gelegenheit wurde erstmals eine Heizung eingebaut.
Wenige Tage vor Ende des Zweiten Weltkriegs wurde die Kirche Heilige Dreifaltigkeit ebenso wie das benachbarte Paulikloster bei Kämpfen zwischen der Wehrmacht und der anrückenden Roten Armee weitgehend zerstört. Wie auch das Paulikloster brannte sie bis auf ihre Grundmauern aus. Zwei Jahre nach der kriegsbedingten Zerstörung wurde mit dem Wiederaufbau der Pfarrkirche begonnen und bereits 1948 konnte Richtfest für den neuen Dachstuhl gefeiert werden. Ein weiteres Jahr später war die Kirche soweit hergerichtet, dass sie wieder vollumfänglich genutzt werden konnte. 1972 bis 1973 wurden unter Leitung des Architekten Franz Klinger notwendige Renovierungsarbeiten für eine Umgestaltung durchgeführt. 1974 wurde in der Kirche eine Gedenkstätte für zahlreiche im Zuchthaus Brandenburg von 1942 bis 1945 ermordete Priester und Laien errichtet. Die Namen der einzelnen Opfer wurden in eine Kupfertafel graviert. Bei der letzten Sanierung der Kirche in den Jahren 2005 und 2006 wurden die bisherigen Fenster im Langhaus, im Chorraum und im Scheitel der Apsis durch moderne des Londoner Glaskünstlers Graham Jones ersetzt.

### Außenbau

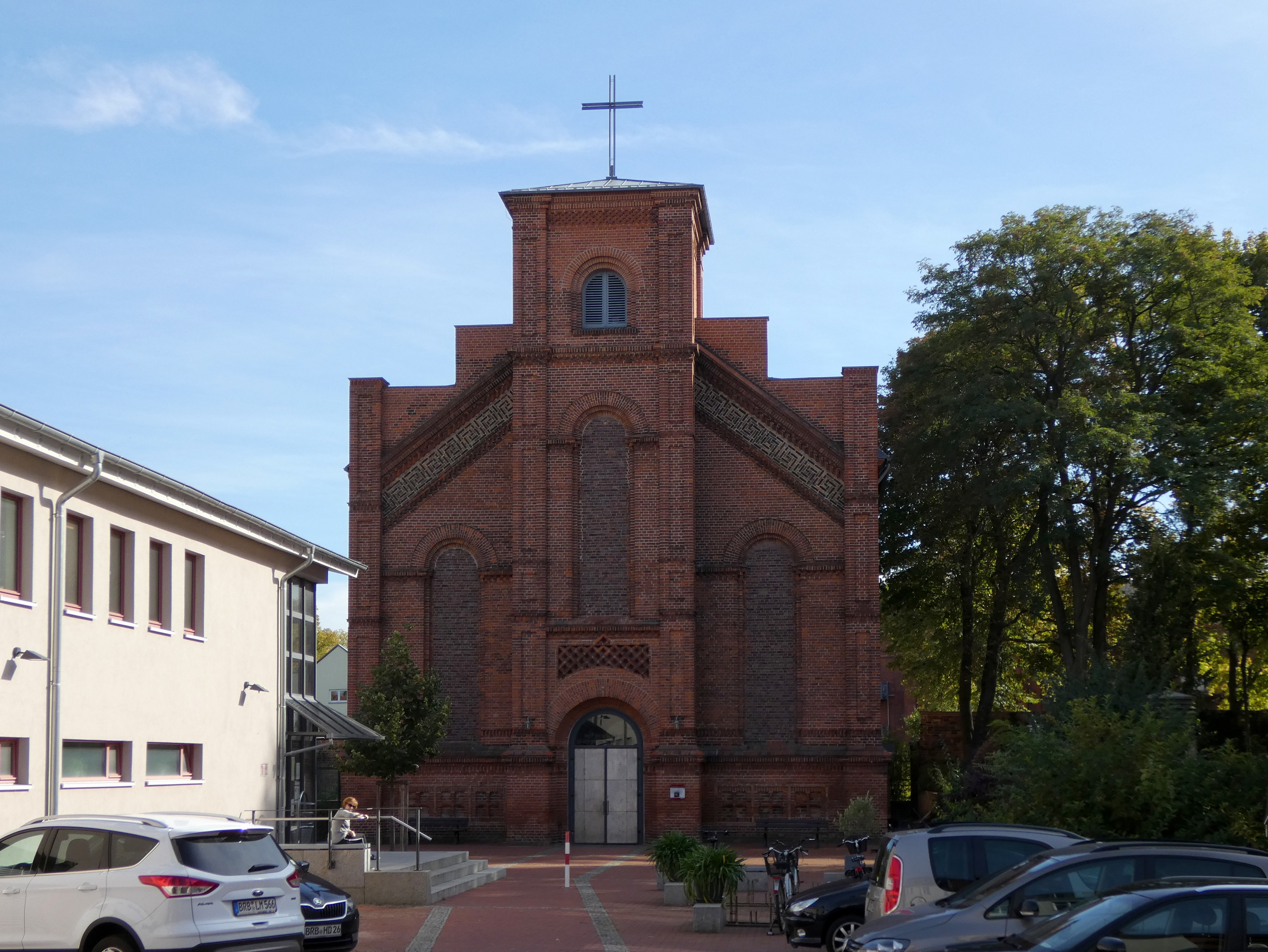
Vorderansicht; Eingangsbereich

Der unverputzte neuromanische Kirchenbau wurde aus roten Klinkern errichtet. Im Gegensatz zur sonst üblichen Ost-West-Ausrichtung von Kirchen steht die Heilige Dreifaltigkeit in einer nordnordwest-südsüdöstlichen Achse. Das rundbogige Hauptportal befindet sich in der nordnordwestlichen Außenwand, während die Apsis des Chores ihm gegenüber liegt. Das Portal befindet sich in einem leicht über die Bauwerkshöhe hinausreichenden Turm mit einem flachen Pyramidendach. Im Rundbogen wurde eine schlichte zweiflügelige Stahltür mit einem Oberlicht installiert. Im Glas des Oberlichts findet sich der Spruch „Preist den dreifaltigen Gott: den Vater, den Sohn und den heiligen Geist“. Über dem Bogen erkennt man ein kreuzgitterartiges Relieffeld. Im Bereich des gestalteten Sockels der Kirche fallen viergeteilte Blenden auf. Weiterhin auffällig sind auf der Vorderseite drei Rundbogenblenden. Zwei befinden sich jeweils seitlich des Turms und eine über dem Eingang. Über letztgenannter Blende erkennt man die rundbogige Schallöffnung des Glockenstuhls. Als horizontale Elemente wurden Zahn- und weitere Friese verwendet. An den Ecken des Kirchbaus sind die blendsäulenartigen Ecklisenen zinnenartig über die Traufe hinaus verlängert. Der nördliche Giebel ist als Stufengiebel gestaltet. Parallel zum Ortgang verläuft ein Giebelfries mit einem klassischen Mäander. Auf der Spitze des Turms thront ein doppelt gestaltetes goldenes Kreuz.
In den Seitenwänden der Kirche erkennt man jeweils fünf hohe Rundbogenfenster. Weiterhin gibt es dort jeweils ein kleines rundbogiges Seitenportal mit eigener Überdachung und flachem Giebel. Die Blenden im Bereich des Sockels, des Turms und der Friese als schmückende Verzierungen finden sich auch dort. Die Apsis in grob südlicher Richtung zeigt ähnliche Elemente wie das sonstige Bauwerk. Auffällige Besonderheit ist das zentrale Ochsenauge. Beidseits der Apsis befinden sich eingeschossige Anbauten, in dessen östlichem die Sakristei untergebracht ist.

### Ausstattung

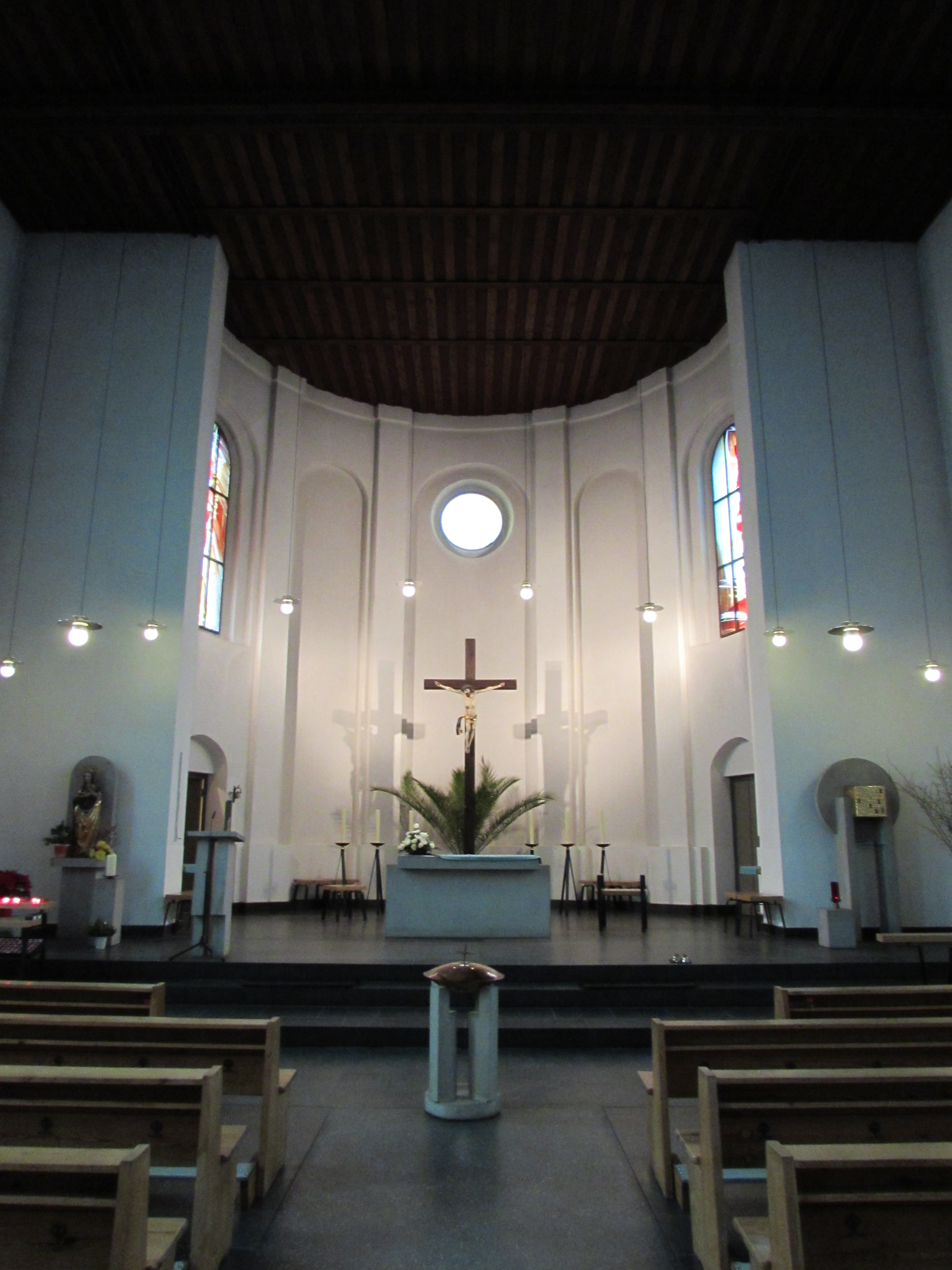
Blick in den Altarraum

Das Kircheninnere besitzt eine schlichte, moderne Einrichtung. Der Hochaltar aus dem Jahr 1973 enthält Reliquien von Märtyrern. Diese sollen von einem heiligen Papst Sixtus und von einer heiligen Felicitas stammen. Das Reliquiengrab ist mit einem Bruchstück einer Grabplatte, die aus den Katakomben in Rom stammen soll, verschlossen. Im Zentrum der Apsis steht ein Kreuz aus dem Jahr 1962 mit einem Kruzifix. Dieses Kruzifix stammt aus dem Halberstädter Ortsteil Langenstein. Es wurde zwischen 1510 und 1520 gefertigt und befindet sich seit 1973 in Brandenburgs katholischer Pfarrkirche. Neueren Ursprungs ist eine Monstranz von 1976.
Auffällige künstlerische Details im Kircheninneren sind ein vom Künstler Josef Krautwald geschaffene moderne Darstellung des Kreuzwegs und die vom britischen Künstler Graham Jones geschaffenen Kirchenfenster. Der Kreuzweg wird auf 15 reliefartigen Aluminiumgusstafeln dargestellt. Sie wurden 1979 in der Kirche installiert. Die zwölf rundbogigen Kirchenfenster und das Ochsenauge stellen die Erschaffung der Welt oder Gottes Schöpfung, das zentrale Thema der Genesis dar.